# Nadia Hilker
Nadia Hilker (Munique, 1 de dezembro de 1988) é uma atriz e modelo alemã, conhecida por seus papéis como Luna kom Floukru em The 100 e Magna em The Walking Dead.

## Carreira
Nadia havia sido encaminhada para um olheiro de atuação após uma performance de balé em Munique. Ela e sua mãe viajaram até Berlim e Nadia foi escolhida após ser vista pelo olheiro, mesmo sem nunca ter atuado na vida. Ela inicialmente recusou o papel e entrou na faculdade de economia. Após dois anos da escolha, Nadia decidiu atuar. Ela então interpretou a protagonista Marie-Luise Seelig na sua estreia como atriz no filme Zimmer mit Tante. Após alguns outros trabalhos, Nadia ficou sem oportunidades e quase desistiu da carreira, mas foi impedida por seu pai. Assim ela participou de uma audição, passando e estrelando o filme Primavera como Louise. Posteriormente ela interpretou Juanita em A Série Divergente: Convergente e Rowena em Busca sem Limites. Muitas outras participações foram feitas por ela até viver Luna kom Floukru em The 100, papel que lhe apresentou ao mundo. Em 2018, Nadia foi anunciada como a intérprete da personagem das HQ's, Magna em The Walking Dead Na décima temporada da série, Magna foi promovida ao elenco regular da série após aparições recorrentes na temporada anterior.

## Filmografia

### Cinema
| Ano  | Título                          | Papel          | Nota(s)        |
| ---- | ------------------------------- | -------------- | -------------- |
| 2013 | Achttausend                     |                | Curta-metragem |
| 2014 | In der Galerie                  | Zeynep         | Curta-metragem |
| 2014 | Spring                          | Louise         | [ 2 ]          |
| 2016 | The Divergent Series: Allegiant | Juanita "Nita" |                |
| 2016 | Collide                         | Rowena         |                |

### Televisão
| Ano     | Título                                   | Papel                     | Nota(s)                                                 | Ref.              |
| ------- | ---------------------------------------- | ------------------------- | ------------------------------------------------------- | ----------------- |
| 2010    | Zimmer mit Tante                         | Marie-Luise "Malu" Seelig | Filme para TV                                           | [ 1 ]             |
| 2010    | Die Route                                | Xenia                     | Filme para TV                                           |                   |
| 2010    | SOKO München                             | Tina Pfeifer              | Episódioː "Schmarotzer"                                 |                   |
| 2012    | SOKO München                             | Lena Weil                 | Episódioː "Liebe, Sex und Tod"                          |                   |
| 2010    | Alarm für Cobra 11 – Die Autobahnpolizei | Shirin                    | Episódioː "Für das Leben eines Freundes"                |                   |
| 2014    | Alarm für Cobra 11 – Die Autobahnpolizei | Marie Lindberg            | Episódioː "Revolution"                                  |                   |
| 2011    | SOKO Stuttgart                           | Tatjana Marquardt         | Episódioː "Knock out"                                   |                   |
| 2015    | SOKO Stuttgart                           | Carmen Grothe             | Episódioː "Tödliche Tage"                               |                   |
| 2011    | Für immer 30                             | Luca                      | Filme para TV                                           |                   |
| 2012    | Der letzte Bulle                         | Romy Weidner              | Episódioː "Ich sag's nicht weiter"                      |                   |
| 2012    | The Other Wife                           | Gemma Kendall             | Mini-série                                              |                   |
| 2013    | München 7                                | Nadine                    | Episódioː "Einfach anders"                              |                   |
| 2015    | Frühling                                 | Maggie                    | Episódioː "Endlich Frühling"                            |                   |
| 2015    | Breed                                    | Ruby                      | Piloto                                                  |                   |
| 2015    | Huck                                     | Betti                     | Episódioː "Cannstatter Kurve"                           |                   |
| 2016—17 | The 100                                  | Luna kom Floukru          | Participação (3.ª temporada) Recorrente (4.ª temporada) | [ 3 ] [ 4 ]       |
| 2018—19 | The Walking Dead                         | Magna                     | Recorrente (9.ª temporada) Principal (10.ª temporada)   | [ 5 ] [ 6 ] [ 7 ] |